# Origen (álbum)
Origen  é o nono álbum de estúdio do músico colombiano Juanes. Foi lançado em 28 de maio de 2021 pela Universal Music. O álbum é composto por doze versões cover de músicas de diferentes artistas, cantadas em inglês e espanhol. Este álbum ganhou o Prêmio de Melhor Álbum Pop/Rock no Grammy Latino de 2021 e Melhor Rock Latino ou Álbum Alternativo no Grammy Awards de 2022.  

## Antecedentes e singles
A produção do álbum começou no final de 2019, enquanto a gravação ocorreu em 2020. O projeto consistiu em doze versões de músicas que influenciaram a infância e a adolescência do cantor, segundo Juanes: "Origen é minha homenagem pessoal a vários desses artistas e músicas que me influenciaram antes da minha carreira solo". O primeiro single do álbum foi um cover da música "El amor después del amor", de 1992, do cantor argentino Fito Páez. O single foi lançado em 10 de abril de 2021 e apresentado no Latin American Music Awards de 2021. Para acompanhar o álbum, o Amazon Prime Video lançou um documentário de 51 minutos intitulado Juanes: Origen em 28 de maio de 2021, dirigido por Kacho López e produzido por José Tillán. Acompanha a infância do cantor, junto com seu crescente interesse por música e instrumentos, e explica os motivos da escolha de cada música do álbum.

## Faixas
| N.º            | Título                        | Artista original           | Duração |  |
| 1.             | "Rebelión"                    | Joe Arroyo                 | 3:37    |  |
| 2.             | "Volver"                      | Carlos Gardel              | 2:47    |  |
| 3.             | "Nuestro Juramento"           | Julio Jaramillo            | 3:09    |  |
| 4.             | "La Bilirrubina"              | Juan Luis Guerra           | 3:22    |  |
| 5.             | "Todo Hombre Es Una Historia" | Kraken                     | 5:03    |  |
| 6.             | "El Amor Después Del Amor"    | Fito Páez                  | 3:45    |  |
| 7.             | "Could You Be Loved"          | Bob Marley and the Wailers | 3:29    |  |
| 8.             | "Sin Medir Distancias"        | Diomedes Díaz              | 3:57    |  |
| 9.             | "No Tengo Dinero"             | Juan Gabriel               | 3:31    |  |
| 10.            | "Dancing in the Dark"         | Bruce Springsteen          | 4:04    |  |
| 11.            | "De Oro"                      | Familia André              | 3:10    |  |
| 12.            | "Y Nos Dieron las Diez"       | Joaquín Sabina             | 5:14    |  |
| Duração total: | Duração total:                | Duração total:             | 45:08   |  |